# لوکا کیریکو
لوکا کیریکو (ایتالیایی: Luca Chirico؛ زادهٔ ۱۶ ژوئیهٔ ۱۹۹۲) دوچرخه‌سوار اهل ایتالیا است.
از باشگاه‌هایی که در آن رکاب زده‌است می‌توان به باردیانی–سی‌اس‌اف اشاره کرد.